# Javier Alva Orlandini
Javier Alva Orlandini (11 de dezembro de 1927 — 1 de junho de 2020) foi um advogado e político peruano. Um membro proeminente da ação popular do partido político, ele atuou como presidente do partido. Ele foi candidato à Presidência da República em 1985, mas obteve 4% do voto popular, sendo derrotado por Alan García. Mais tarde, serviu como presidente do tribunal constitucional do Peru.
Morreu no dia 1 de junho de 2020, aos 92 anos.